# خاندان هنکوک
خاندان هنکوک (به انگلیسی: House of Hancock) یک مینی‌سریال استرالیایی در دو قسمت و فیلم زندگینامه‌ای درام محصول سال ۲۰۱۵ است.

## بازیگران
- مندی مکلهینی در نقش جینا راینهارت
- پتا سرجنت در نقش رز هنکوک پورتئوس
- سام نیل در نقش لانگ هنکوک
- رابرت کولبی در نقش فرانک راینهارت

## جوایز
| ۲۰۱۶ | جایزه اکتا | بهترین بازیگر زن نقش اول در فیلم درام تلویزیونی | پتا سرجنت    | نامزدشده  |
| ۲۰۱۶ | جایزهٔ لوجی | برجسته‌ترین سریال کوتاه یا تله فیلم              | خاندان هنکوک | در انتظار |
| ۲۰۱۶ | جایزهٔ لوجی | برجسته‌ترین بازیگر نقش مکمل زن                   | مندی مکلهینی | در انتظار |